# Sethnakht
Sethnakht est le premier pharaon de la XXe dynastie. Il met fin à XIXe dynastie en succédant à Taousert vers 1188 avant Jésus-Christ. Son fils Ramsès III lui succède vers 1184 avant l'ère commune après un très court règne.

## Généalogie
On ignore son origine, il est possible qu'il soit originaire d'une autre famille de militaires du Delta, à moins qu'il soit un petit-fils de Ramsès II (qui n’est mort que depuis guère plus de vingt-cinq ans lorsque Sethnakht monte sur le trône).
Sethnakht a une épouse attestée, Tiyi-Merinaset, Tiyi aimée d'Isis, qui lui donne un fils Ramsès III qui lui succède.
La reine Tyti, « fille du roi », « épouse du roi » et « mère du roi », était considérée avant comme la fille de Ramsès IX, l'épouse de Ramsès X et la mère de Ramsès XI. Toutefois, une nouvelle analyse concernant cette reine montrerait qu'elle est en fait l'épouse de Ramsès III et la mère de Ramsès IV. Son titre de « fille du roi » pourrait faire d'elle alors la fille de Sethnakht.

## Règne

### Durée de règne
On pensait à l'origine que Sethnakht n'avait régné que deux ans sur la base de sa stèle de l'an II, 10e jour du IIe mois de la saison de Chémou, à Éléphantine, mais sa troisième année de règne est désormais attestée dans l'inscription no 271 sur le mont Sinaï. Sur la base de la date de sa stèle à Éléphantine, Sethnakht aurait régné sur l'Égypte pendant au moins deux ans et onze mois avant de mourir, soit près de trois années complètes. Cette date est à un jour de la plus haute date connue de Taousert, à savoir l'an VIII, 9e jour du IIe mois de la saison de Chémou (bien que Taousert soit connue pour avoir régné pendant un minimum de six mois supplémentaires à son temple mortuaire de Gournah), et est basée sur un calcul de la date d'accession connue de Ramsès III, 26e jour du Ier mois de la saison de Chémou. Peter Clayton a également attribué à Sethnakht un règne de trois ans dans son livre de 1994 sur les pharaons égyptiens.
Dans un numéro de l'hebdomadaire égyptien Al-Ahram paru à la janvier 2007, des responsables égyptiens de l'antiquité ont toutefois annoncé qu'une stèle en quartzite récemment découverte et bien conservée, appartenant au grand prêtre d'Amon Bakenkhonsou II, avait été explicitement datée de l'an IV du règne de Sethnakht. L'article d'Al-Ahram note que ces données contredisent les archives officielles, selon lesquelles Sethnakht n'a régné que trois ans sur l'Égypte. Selon les nouvelles informations fournies par la stèle, le règne de Sethnakht a certainement duré quatre ans, et a peut-être continué pendant un peu plus longtemps.
Cependant, la stèle ne change rien au fait que Sethnakht n'a vraisemblablement régné sur l'Égypte que pendant trois années complètes, et non quatre, puisqu'aucune date de l'an I n'est attestée pour lui, et que sa célèbre stèle d'Éléphantine de l'an II indique que Sethnakht a finalement assuré sa royauté après avoir vaincu tous ses adversaires et challengers au trône au cours de sa deuxième année. La date de la stèle d'Éléphantine en l'an II, 10e jour du IIe mois de la saison de Chémou, du règne de Sethnakht - dont la date n'est mentionnée qu'à mi-chemin de la stèle plutôt qu'à son début - est immédiatement suivie de cette proclamation : « Il n'y a pas eu d'opposants à Sa Majesté, v.s.f., dans tous les pays ». Cette référence à la défaite des ennemis de Sethnakht implique que cette date précise marque la fin d'un conflit - probablement la lutte de Sethnakht pour le trône - qui s'est prolongé en partie au cours de sa deuxième année et signifie que la première année de Sethnakht aurait chevauché la dernière année de Taousert, si Taousert était son adversaire. Il est donc probable qu'il n'ait même pas gouverné l'Égypte au cours de sa première année théorique et qu'il n'ait pu administrer correctement le pays qu'à partir de sa deuxième année. Quoi qu'il en soit, il y a eu un interrègne d'au moins un an pendant lequel aucun souverain n'a contrôlé l'ensemble de l'Égypte et la durée effective du règne de Sethnakht devrait être réduite d'un an, passant de quatre à trois ans.

### Accession au trône
D'origine inconnue - bien que possiblement royale -, l'accession au pouvoir de Sethnakht en tant qu'usurpateur est confirmée par sa stèle de victoire à Éléphantine et le Papyrus Harris, ce dernier ayant été écrit au cours du règne de Ramsès IV, qui montrent que son ascension au pouvoir s'est accompagnée de violences et d'une guerre civile :
Le texte de la stèle de la victoire peut être traduit comme suit :
« La grande assemblée des dieux est satisfaite de ses plans comme Rê, depuis que la terre était dans la confusion....[Le grand dieu] a étendu son bras et a choisi sa personne, v.s.f., parmi les millions, écartant les centaines de milliers qui l'avaient précédé....Sa personne, v.s.f., était maintenant comme son père Soutekh, qui a fléchi les bras pour débarrasser l'Égypte de ceux qui l'avaient égarée....La peur de lui s'est emparée des cœurs des opposants devant lui : ils s'enfuient comme des moineaux avec un faucon à leurs trousses. Ils ont laissé de l'argent et de l'or....qu'ils avaient donnés à ces Asiatiques pour qu'ils apportent des renforts....leurs plans ont échoué et les plans étaient futiles, car tous les dieux et déesses ont fait des merveilles pour le bon dieu, proclamant le [débu]t d'un massacre sous lui....En l'an II, 10e jour du IIe mois de la saison de Chémou [du roi Sethnakht], il n'y avait pas (plus) d'opposants à sa personne, v.s.f., dans aucun pays. Ils vinrent informer sa personne, v.s.f. : « Que ton cœur soit heureux, ô seigneur de ce pays ; les choses que le dieu avait prédites se sont réalisées et tes ennemis n'existent plus sur la terre.... » »
Un extrait de la traduction du Papyrus Harris par James Henry Breasted en 1906 est présenté ci-dessous :
« Le pays d'Égypte fut renversé de l'extérieur, et chacun fut chassé de son droit ; ils n'eurent plus de "bouche en chef" pendant de nombreuses années, jusqu'à d'autres époques. Le pays d'Égypte était entre les mains des chefs et des gouverneurs des villes ; chacun tuait son prochain, petit ou grand. D'autres temps suivirent, avec des années vides, Iarsou (un homme qui s'est fait tout seul), un certain Syrien (Kharou) était avec eux comme chef (wr). Il se mit à piller leurs biens (c'est-à-dire ceux du peuple). Ils firent des dieux comme des hommes, et aucune offrande ne fut présentée dans les temples. Mais lorsque les dieux se sont montrés enclins à la paix, pour rétablir la terre dans ses droits selon ses habitudes, ils ont établi leur fils, qui est sorti de leurs membres, pour être le chef, v.s.f., de tous les pays, sur leur grand trône, Ouserkhâourâ Sétepenrâ Méryamon, v.s.f., le fils de Re, Sethnakht-Mérirê-Méryamon, v.s.f.. Il était Khépri-Seth, lorsqu'il était en colère ; il remit en ordre toute la terre qui avait été rebelle ; il tua les rebelles qui étaient dans le pays d'Égypte ; il nettoya le grand trône d'Égypte ; il était le souverain des Deux Terres, sur le trône d'Atoum. Il a donné un visage à ceux qui avaient été repoussés. Tout homme connaissait son frère qui avait été emmuré. Il a établi les temples en possession des offrandes divines, pour les offrir aux dieux selon leurs stipulations habituelles. »
Le chancelier Bay était considéré comme le seul candidat plausible pour cet Iarsou. Cependant, un ostracon IFAO no 1864 trouvé à Deir el-Médineh et daté de l'an V indique que le roi Siptah a tué le grand ennemi Bay. Le chancelier Bay étant mort au moins trois ans avant ce « Iarsou », il ne peut plus être considéré comme un candidat plausible pour ce personnage historique.

### Activités du règne
Bien que le règne de Sethnakht ait été relativement bref, il a duré suffisamment longtemps pour stabiliser la situation politique en Égypte et établir son fils, Ramsès III, comme son successeur sur le trône d'Égypte. La stèle de Bakenkhonsou II révèle que c'est Sethnakht qui a commencé la construction d'un temple d'Amon-Rê à Karnak, qui a été achevé par son fils Ramsès III. Sethnakht a également commencé les travaux d'une tombe, KV11, dans la Vallée des Rois, mais les a interrompus lorsque les artisans ont accidentellement pénétré dans la tombe du roi usurpateur Amenmes de la XIXe dynastie.

## Sépulture

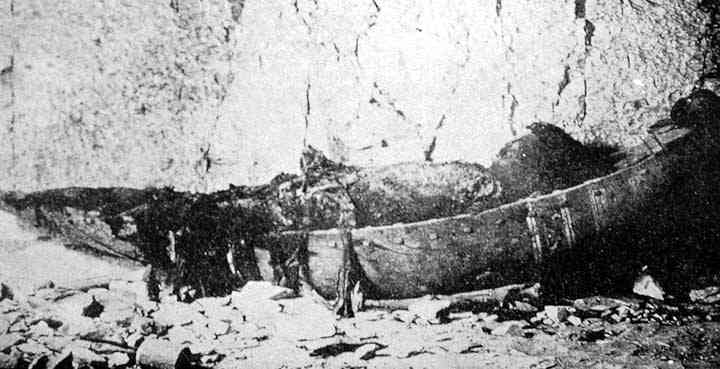
La « momie dans le bateau » provenant de la tombe KV35, avant sa destruction

Du fait de son court règne, la tombe de Sethnakht ne fut pas terminée à temps. Son fils décida de réutiliser et agrandir la tombe KV14 que Taousert s'était fait aménager dans la vallée des Rois. Sa momie n'a jamais été identifiée avec certitude, bien que la soi-disant « momie dans le bateau » trouvée dans la tombe KV35 ait parfois été identifiée avec lui, une attribution rejetée par Aidan Dodson qui pense plutôt que le corps appartenait à un membre de la famille royale d'Amenhotep II de la XVIIIe dynastie. Quoi qu'il en soit, la momie a été détruite lors d'un pillage en 1901, ce qui a empêché toute analyse.